# Lijst van schilderijen in het Centraal Museum/G
Lijst van schilderijen in het Centraal Museum met werken van schilders van wie de achternaam begint met de letter G. Vermeldingen in het grijs geven aan dat het werk geen deel meer uitmaakt van de collectie van het Centraal Museum, bijvoorbeeld omdat het in bruikleen gegeven is aan een andere instelling of omdat het teruggegeven is aan de bruikleengever.
| Inventarisnummer | Toeschrijving                           | Titel | Datering  | Afbeelding |
| ---------------- | --------------------------------------- | --- | --------- | ---------- |
| 22004            | Paul Joseph Constantin Gabriël          | Viooltjes | Ca. 1860  |            |
| 20543            | Corrie Gabriëlse                        | Portret van Catharina Huson | 1950      |            |
| 2411             | Johan Gabriëlse                         | Mansportret | Ca. 1910  |            |
| 7202             | Johan Gabriëlse                         | Portret van Johannes Cornelis Wienecke | Ca. 1930  |            |
| 11725            | Michiel Gast                            | De Emmaüsgangers | 1577      |            |
| 20793            | Christiaan van Geelen (I)               | Portret van Jacobus Hinlopen Zie Portretten van Jacobus Hinlopen en Isabella Cornelia van der Burgh                                                   | 1789      |            |
| 20794            | Christiaan van Geelen (I)               | Portret van Isabella Cornelia van der Burgh Zie Portretten van Jacobus Hinlopen en Isabella Cornelia van der Burgh                                    | 1789      |            |
| 9318             | Christiaan van Geelen (I)               | Portret van Nicolaas Buddingh en zijn echtgenote Anna van Royen                                                                                       | 1790      |            |
| 8398 a           | Christiaan van Geelen (I)               | Portret van David Johan Martens Zie Portretten van David Johan Martens en Johanna Henrietta Antonia Strick van Linschoten                             | 1800      |            |
| 8398 b           | Christiaan van Geelen (I)               | Portret van Johanna Henrietta Antonia Strick van Linschoten Zie Portretten van David Johan Martens en Johanna Henrietta Antonia Strick van Linschoten | 1800      |            |
| 9398             | Christiaan van Geelen (I)               | Portret van Jan Carel van der Muelen Zie Portretten van Jan Carel van der Muelen en Hillegonda Susanna de Maleprade                                   | 1803      |            |
| 9399             | Christiaan van Geelen (I)               | Portret van Hillegonda Susanna de Maleprade Zie Portretten van Jan Carel van der Muelen en Hillegonda Susanna de Maleprade                            | 1803      |            |
| 8915             | Christiaan van Geelen (I)               | Portret van Cornelia Johanna van Nellesteyn | 1804      |            |
| 10088            | Christiaan van Geelen (I)               | Grafmonument van Cornelia Eva van Sorgen | 1804      |            |
| 9400             | Christiaan van Geelen (I)               | Portret van Jan André van der Muelen | Ca. 1810  |            |
| 2519             | Christiaan van Geelen (II)              | Wijnoogst | 1808      |            |
| 2518             | Christiaan van Geelen (II)              | Zelfportret | 1815-1820 |            |
| 28855            | Franz Gertsch                           | Dr. Harald Szeemann | 1970      |            |
| 24976            | Leo Gestel                              | Buiig weer (landschap bij Montfoort) | 1909      |            |
| 7163             | Jacob Gillig                            | Stilleven met dode vissen | 1678      |            |
| 2516             | Jacob Gillig                            | Stilleven met dode vissen | Ca. 1680  |            |
| 31565            | Jacob Gillig                            | Stilleven met drie vissen in een mand en vismoten op tafel                                                                                            | 1682      |            |
| 2517             | Jacob Gillig                            | Stilleven met dode vissen | 1687      |            |
| 2515             | Michiel Gillig                          | Portret van Lucas van de Poll Zie Portretten van Lucas van de Poll en Geertruij ter Borch                                                             | 1681      |            |
| 2514             | Michiel Gillig                          | Portret van Geertruij ter Borch Zie Portretten van Lucas van de Poll en Geertruij ter Borch                                                           | 1681      |            |
| 2512             | Johan Godfried van Ginkel               | Het Station van de Rijnspoorweg te Utrecht | Ca. 1860  |            |
| 2513             | Johan Godfried van Ginkel               | De schouwburg op het Vredenburg te Utrecht | Ca. 1860  |            |
| 6546             | Nicolaes de Giselaer                    | De aartsengel Gabriël verschijnt aan Zacharias | 1620-1640 |            |
| 7855 a           | Nicolaes de Giselaer                    | De triomf van Mordekai | 1620-1640 |            |
| 28113            | Bernard Toon Gits                       | Madonna | 1916      |            |
| 29008            | Bernard Toon Gits                       | Visionair schilderij | 1916      |            |
| 29009            | Bernard Toon Gits                       | Lied van de aarde | 1916      |            |
| 2511             | Hendrik Anthony Frederik Agathus Gobius | Het Sint Barbara- en Sint Laurentiusgasthuis op de Oudegracht te Utrecht                                                                              | 1837      |            |
| 21782            | Vincent van Gogh                        | Schemering (Oude boerderijen te Loosduinen) | 1883      |            |
| 21828            | Vincent van Gogh                        | Stilleven met kruik | 1884      |            |
| 21784            | Vincent van Gogh                        | Stilleven met stenen bak met peren | 1885      |            |
| 13968            | Vincent van Gogh                        | Tegen de avond | 1885      |            |
| 22123            | Vincent van Gogh                        | Sous-bois | 1887      |            |
| 25885            | Daan van Golden                         | Kompositie rood/wit | 1964      |            |
| 25882            | Daan van Golden                         | Kompositie | 1971      |            |
| 25881            | Daan van Golden                         | Zonder titel | 1978      |            |
| 2510             | Hendrick Goltzius                       | De rust van Christus | 1607      |            |
| 13316            | Julie de Graag                          | Stilleven van soyakruikje en uien | Ca. 1920  |            |
| 25869            | Gerhard von Graevenitz                  | weisse struktur - sich durchdringende progressionen II                                                                                                | 1961      |            |
| 13143            | Gérard Grassère                         | Sylvia en de aap Coco | 1958      |            |
| 13144            | Gérard Grassère                         | De begroeting | 1959      |            |
| 13486            | Gérard Grassère                         | Plattegrond van Utrecht omstreeks 1580 | Ca. 1960  |            |
| 22307            | Gérard Grassère                         | Compositie | 1979      |            |
| 22308            | Gérard Grassère                         | Compositie | 1979      |            |
| 29293            | Daniël Groen                            | She | 1985      |            |
| 10057            | Anthony Grolman                         | De ruïne van kasteel De Haar te Haarzuilens | 1880-1890 |            |
| 9539             | Johan Paul Constantinus Grolman         | De Weerdsingel in Utrecht | 1875-1900 |            |
| 8639             | Johan Paul Constantinus Grolman         | Vestibule van het gebouw van het Genootschap Kunstliefde te Utrecht                                                                                   | 1886      |            |
| 31457            | Joachim Grommek                         | Zonder titel nr. 7 | 2011      |            |
| 26398            | David Groot                             | Europa | 1985      |            |
| 22017            | Gustave Achille Guillaumet              | L'Oued Bou Saada | Ca. 1885  |            |